# Řeznický dům (Praha)
Řeznický dům je novorenesanční dům postavený v roce 1894 na nároží Bubenského nábřeží (čp. 702/VII.) a Argentinské ulice v Praze-Holešovicích podle návrhu významného novorenesančního architekta Jana Zeyera ovlivněného architektem Antonínem Wiehlem. Autorem sgrafit je malíř Láďa Novák. Dům je zapsán v Ústředním seznamu kulturních památek České republiky.

## Popis domu

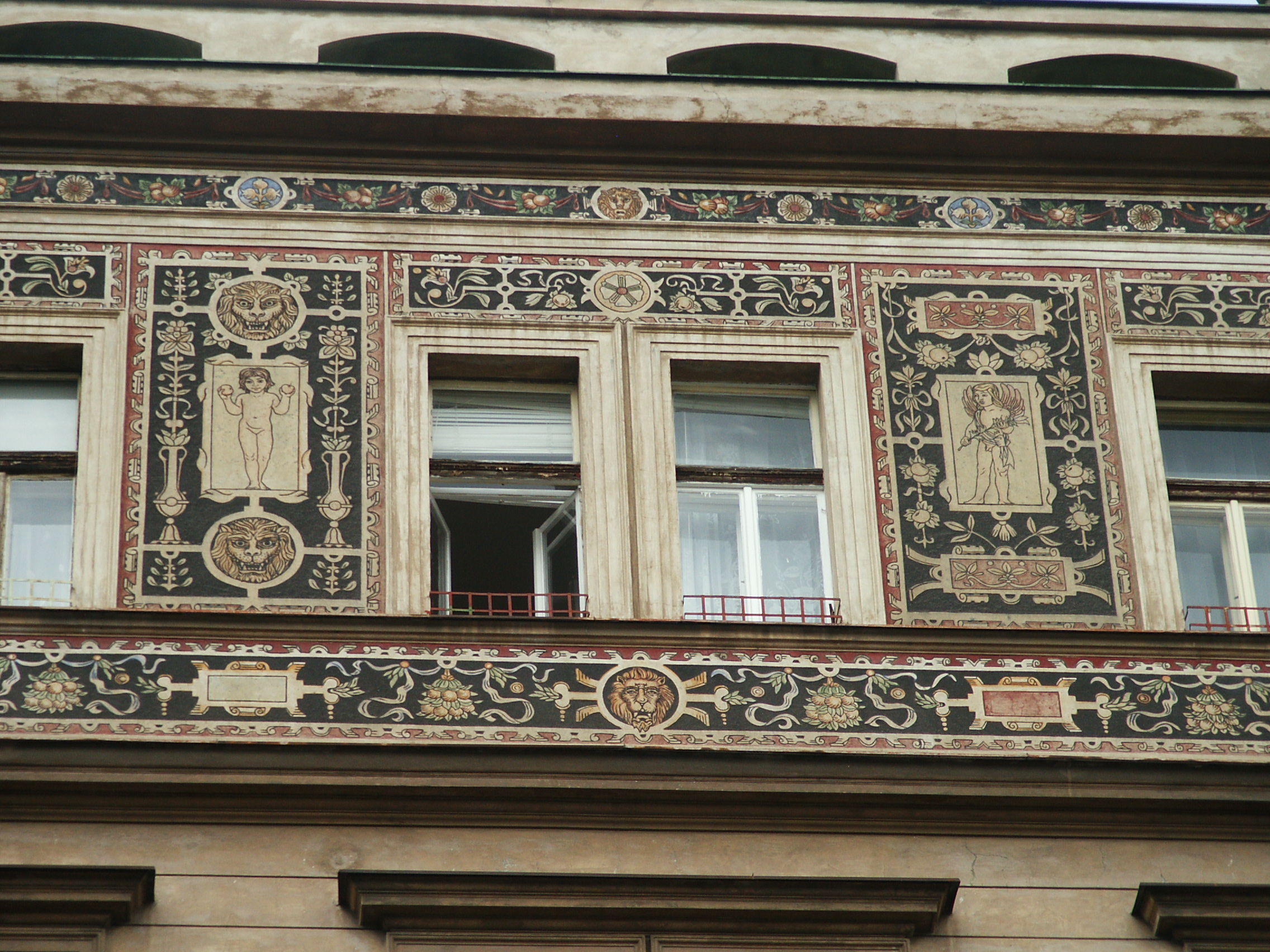
Sgrafito v Argentinské ul.

Řeznický dům je nárožní čtyřpatrový novorenesanční monumentální budova na rohu Bubenského nábřeží a Argentinské ulice. Dům byl postaven v roce 1894 naproti novému areálu Jatek královského hlavního města Prahy stavěnému od 6. března roku 1893 a zprovozněných 1. července 1895. Na průčelí do Bubenského nábřeží má 6 os a do Argentinské ulice 5 os. fasáda domu je rytmizována zdvojenými okny. Nároží budovy je zvýrazněno rizality na rohu ulice Argentinské i Bubenského nábřeží. Přízemí a první patro domu je zdobeno rustikou. V prvním patře jsou dvojice oken, pod kterými jsou pole v šíři každé dvojice oken. Tato pole jsou vyplněná sgrafity s historickými, žánrovými a heraldickými tématy. Na okny 1. patra je dům v celé šíři horizontálně členěn konzolovou římsou.
V druhém a třetím patře tvoří fasádu režné zdivo a pod okny 2. patra je pás sgrafit. Ve čtvrtém patře je prostor mezi okny zdoben zvířecími hlavami a putti. Pod a nad okny 4. patra je pás sgrafit s ornamentálními vzory, rostlinnými motivy a zvířecími hlavami. Pod střechou a nad okny třetího patra je fasáda horizontálně členěna římsou s konzolami. Nároží domu je ve 2., 3. a 4. patře zdobeno bosáží. Bosáží je zakončena i fasáda ve směru k sousedním domům v Argentinské ulici a Bubenském nábřeží. Střecha na rohu domu je zakončena věžičkou a dvěma štíty.

## Autor projektu architekt Jan Zeyer

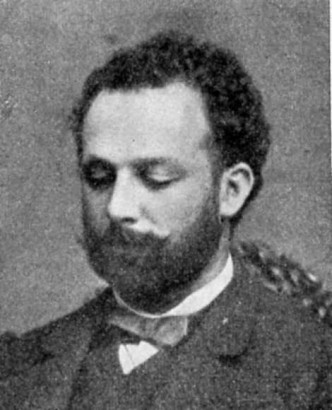
Jan Zeyer (1847-1903)

Autorem návrhu je český architekt Jan Zeyer náležející ke generaci Národního divadla. Jeho bratr byl významný český básník Julius Zeyer. Na počátku své stavitelské dráhy Zeyer v letech 1873–1880 spolupracoval s architektem Antonínem Wiehlem, vůdčí osobností novorenesance navazujícího na tradici české renesance 16. století. Wiehlovým pojetím české novorenesance byl Zeyer ovlivněn i v dalších letech. Zeyer společně s Wiehlem v Praze navrhl a postavil pět činžovních domů. Wiehlovo a Zeyerovo do té doby neobvyklé pojetí výzdoby domů vzbudilo pozornost odborníků a příznivý ohlas veřejnosti. O tom svědčí názor historičky a etnografky Renáty Tyršové publikovaný po dokončení stavby domu čp. 1035/17 v ulici Karolíny Světlé, kde se Antonín Wiehl v průběhu stavby inspiroval rekonstrukcí Schwarzenberského paláce dokončenou Josefem Schulzem v roce 1871, jmenovitě konzolovou římsou. Wiehlův a Zeyerův kolega architekt Jan Koula jejich úsilí definoval v roce 1883 ve Zprávách Spolku architektů a inženýrů v království Českém jako "výklad o vývoji a stylu A. Wiehla" "........Wiehl bojuje o nové vyjádření architektonické na základě vzorů, pro Prahu a Čechy XVI. a XVII. století typických a ukázal k nim poprvé, když postavil svůj "sgrafitový domek" v Poštovské ulici. Od té doby pilně sbíral památky naší renesance, studoval je a kde mu bylo možno, hleděl jich užíti na svých stavbách. Wiehlovým přičiněním mluví se o "české renesanci"; cítíme oprávněnost tohoto názvu, ale nikdo dosud nestanovil přesně, v čem ráz těch staveb záleží..."Zeyer s Wiehlem navrhli a realizovali ještě Dům Bohuslava Schnircha v Mikovcově ulici čp. 548/5, Olivův dům čp. 1032/14 v Divadelní ulici, Dům s taneční školou Karla Linka čp. 1050 v Praze 1, Divadelní ul. 12, Krocínova ul. 1. (1875–1876), Dům č. 1035/17 Karolíny Světlé (1876). Podobně Wiehl ovlivnil i Karla Gemprle, se kterým spolupracoval po Zeyerovi.Po ukončení spolupráce s Wiehlem Zeyer realizoval čtyři nájemní domy ve spolupráci s architektem Viktorem Skůčkem.

## Malířská výzdoba domu a její autor

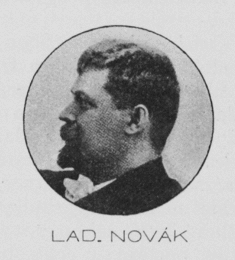
Laďa Novák (1903)

Výzdoba domu odpovídá orientaci novorenesančních architektů, malířů a sochařů na historická a vlastenecká témata na cykly ze života a český folklor. Koncepce fasády také ukazuje Zeyerovo ovlivnění Wiehlem a stylem „mluvící architektury“: objevují se zde slavné postavy české historie (králové Jiří z Poděbrad a Jan Lucemburský) a historické události (odražení vpádu Pasovských v roce 1611). Zvláštností je, že tato historická témata jsou znázorněna prostřednictvím historie cechu řezníků. Cyklus výjevů ze života řezníků odpovídá Alšovu pojetí.
Jak výše uvedeno, autorem návrhu malířské výzdoby Řeznického domu je malíř Láďa Novák, který se podílel na sgrafitové výzdobě řady novorenesančních domů, spolupracoval s novorenesančními architekty (např. Wiehlem) a také o sgrafitech publikoval. V polích pod okny prvního patra na fasádě obrácené k Vltavě jsou zachyceny s datem významné mezníky dějin pražských řezníků:
- 1310 – pražští řezníci svými sekyrami rozbili bránu Prahy a uvolnili tak cestu do Prahy a k trůnu Janu Lucemburskému, který jim jako nový český král udělil znak řeznického cechu, který tvoří stříbrný český lev se sekerou v červeném poli.
- 1458 – pražští řezníci dostávají privilegia od krále Jiřího z Poděbrad;
- 1611 – řezníci se podílejí na obraně Starého Města před vojskem Pasovských.

Sgrafita pokračují žánrovým a heraldickým motivem:
- výjev hospodské veselice s hostinským zobrazeným jako řecký bůh Bakchus s thyrsem v ruce, který pozvedá korbel k přípitku.
- znak řeznického cechu, stříbrný český lev se sekerou v červeném poli.

Na fasádě v Argentinské ulici je vymalován žánrový cyklus z práce a života řezníků:
- koupě vola u sedláků,
- porážka vola palicí;
- výjev vepřové zabijačky;
- prodej masa v masných krámech.

Autor cyklu se podepsal pod posledním výjevem znázorňujícím prodej masa „L.Novák hodopust“.

## Řeznický dům v kontextu Zeyerovy architektonické tvorby
Řeznický dům Zeyer navrhl a postavil v době, kdy si již 10 realizacemi získal jméno jako významný novorenesanční architekt a stavitel.
V téže době jako Řeznický dům (v roce 1894) Zeyer navrhoval a stavěl další tři nájemní domy na dnešní třídě Dukelských hrdinů a významně se tak zapsal do vytváření tříd a ulic Holešovic-Buben jako nové pražské čtvrti. Další čtyři stavby Zeyer realizoval mimo Prahu.
Na výzdobě fasády Řeznického domu Zeyer uplatnil obě svá oblíbená kompoziční řešení spočívající v architektonicky oddělených výškových polích: výšková pole slouží pro individuálně určené figury a horizontální pásy byly optimální pro vylíčení děje.
Sloučením obou řešení rozdělením horizontálního pásu na několik obdélných polí mohl autor popsat několik různých dějů v řadě za sebou.Takto například zpracovat témata ze života měšťana a alegorie jeho ctností Mikoláš Aleš (podle Wiehlovy představy) na Wiehlově domě. Láďa Novák se Alšem výrazně inspiroval i na sgrafitech na Řeznickém domu.

## Galerie Řeznického domu

### Celkové pohledy

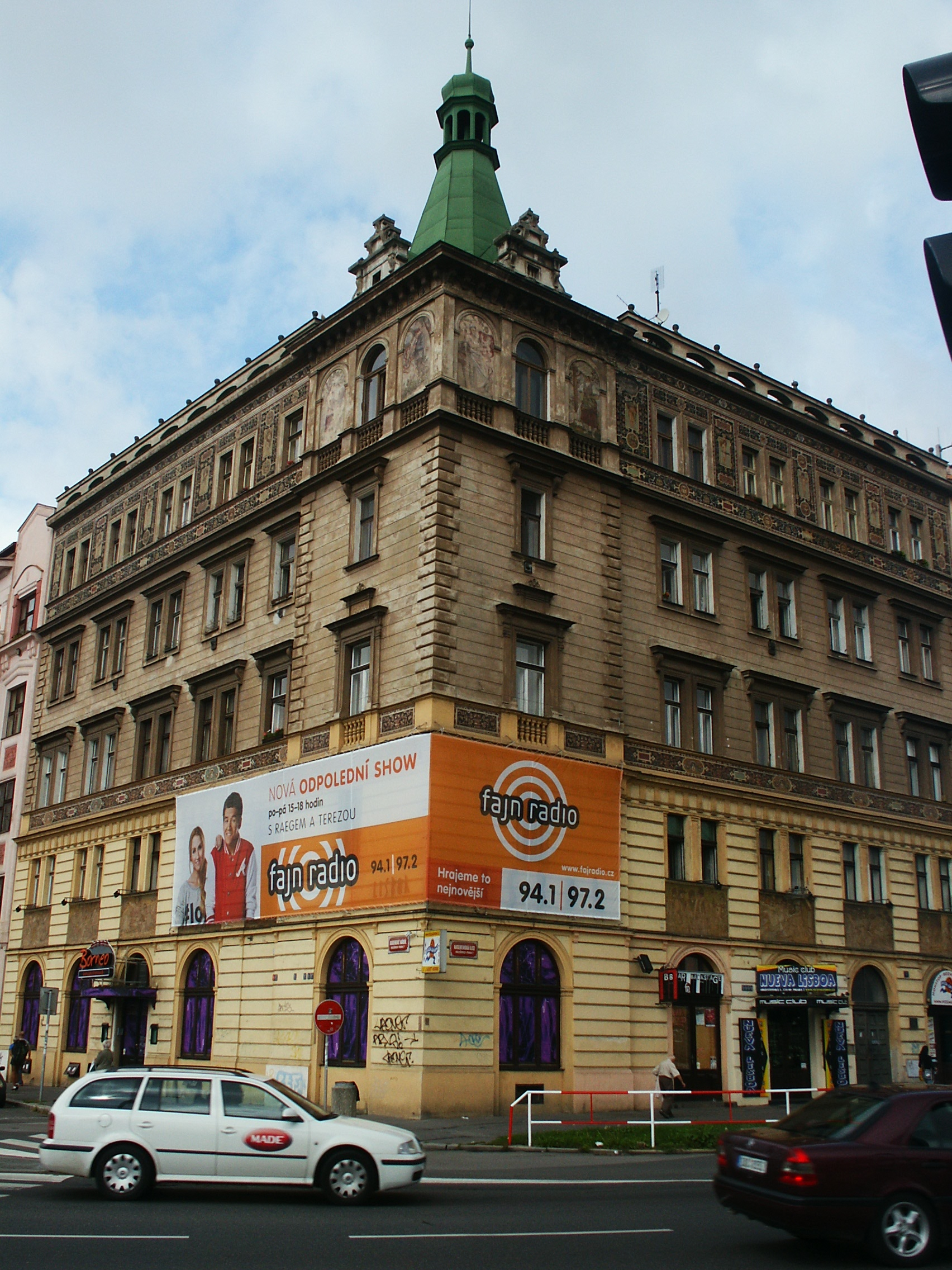
Praha Holesovice Argentinska 1

### Detaily sgrafit Řeznického domu – výjevy ze života řezníků

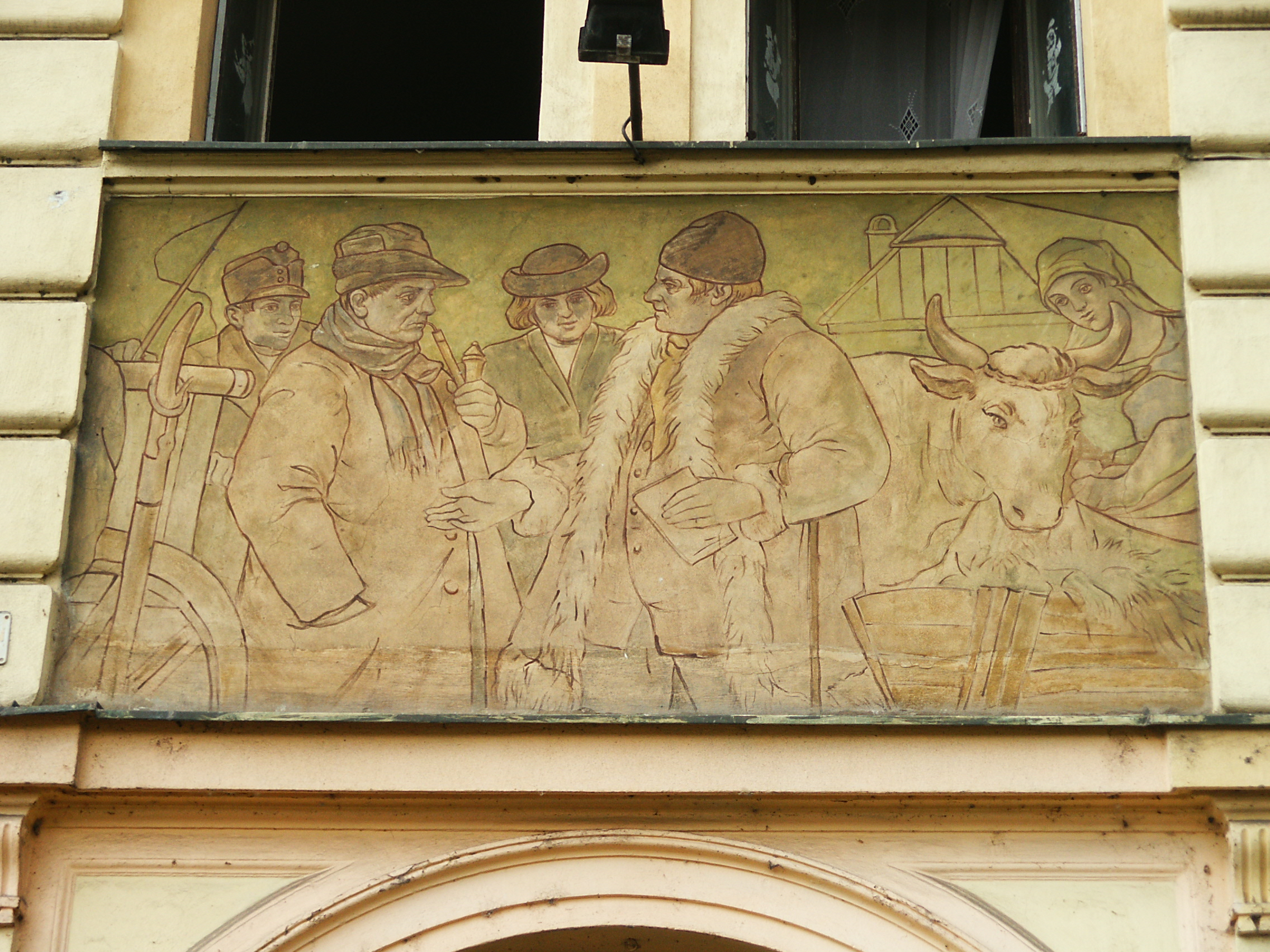
Řezník kupuje vola u sedláka
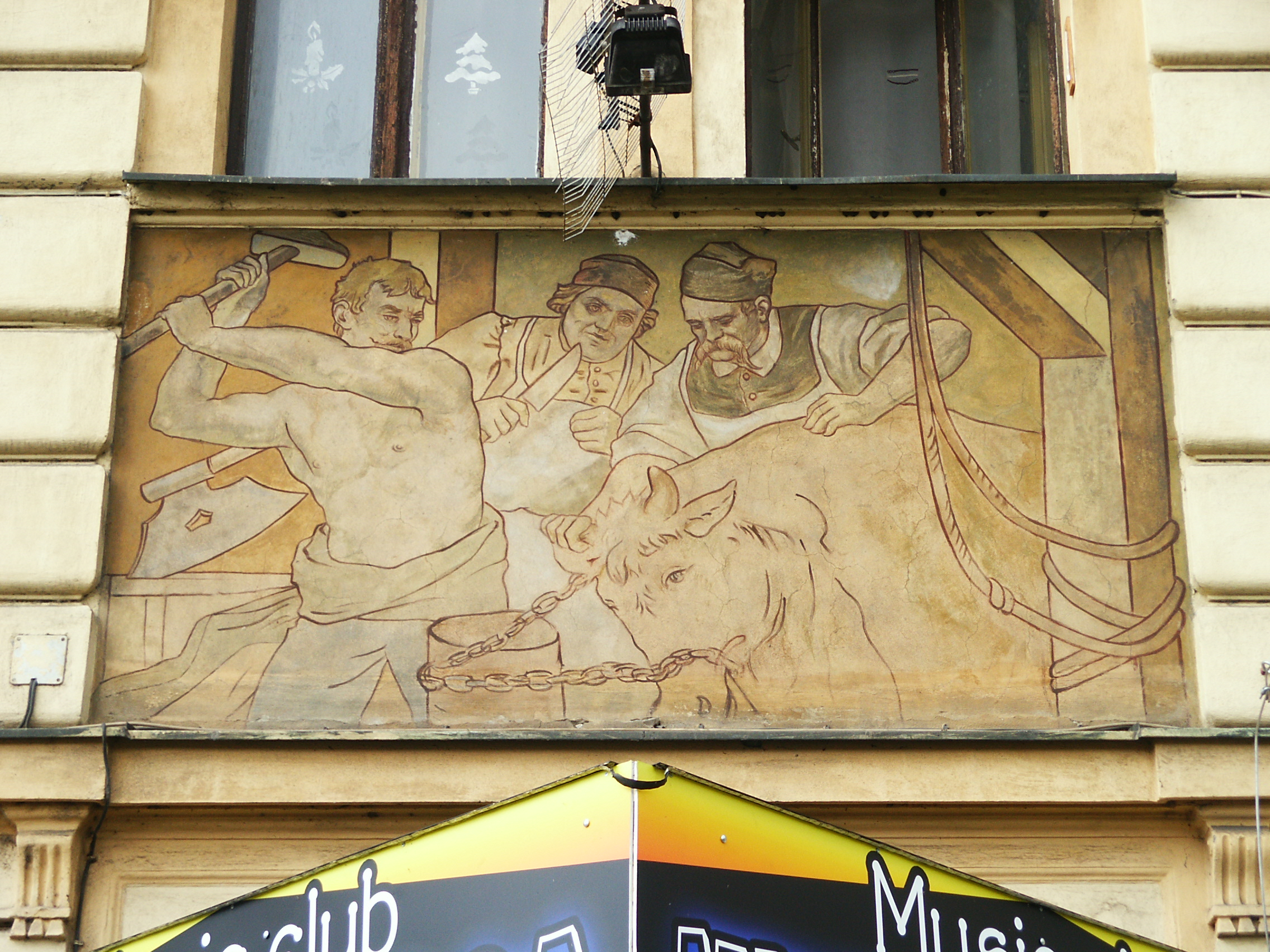
Porážka vola
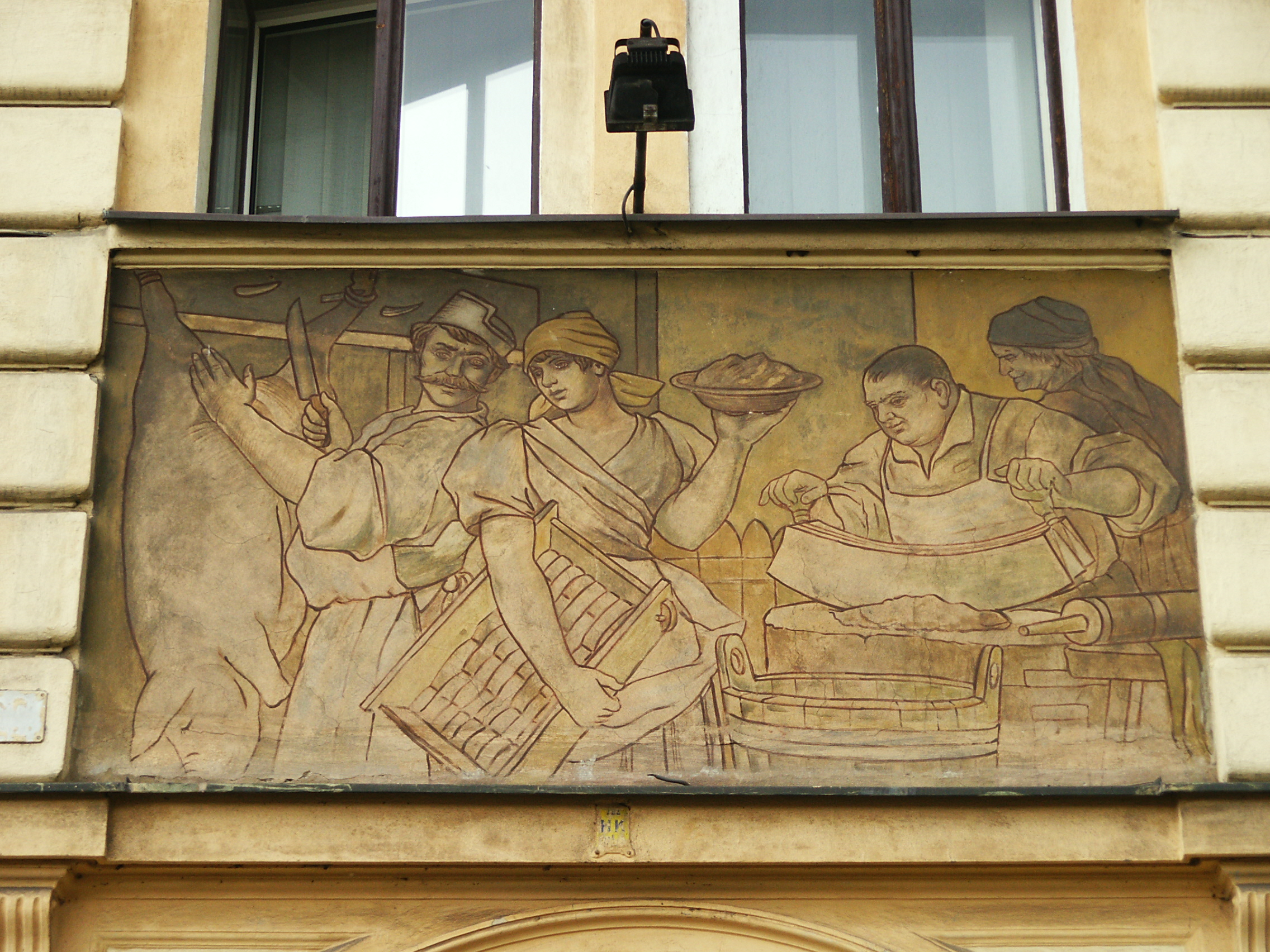
Zabíjačka
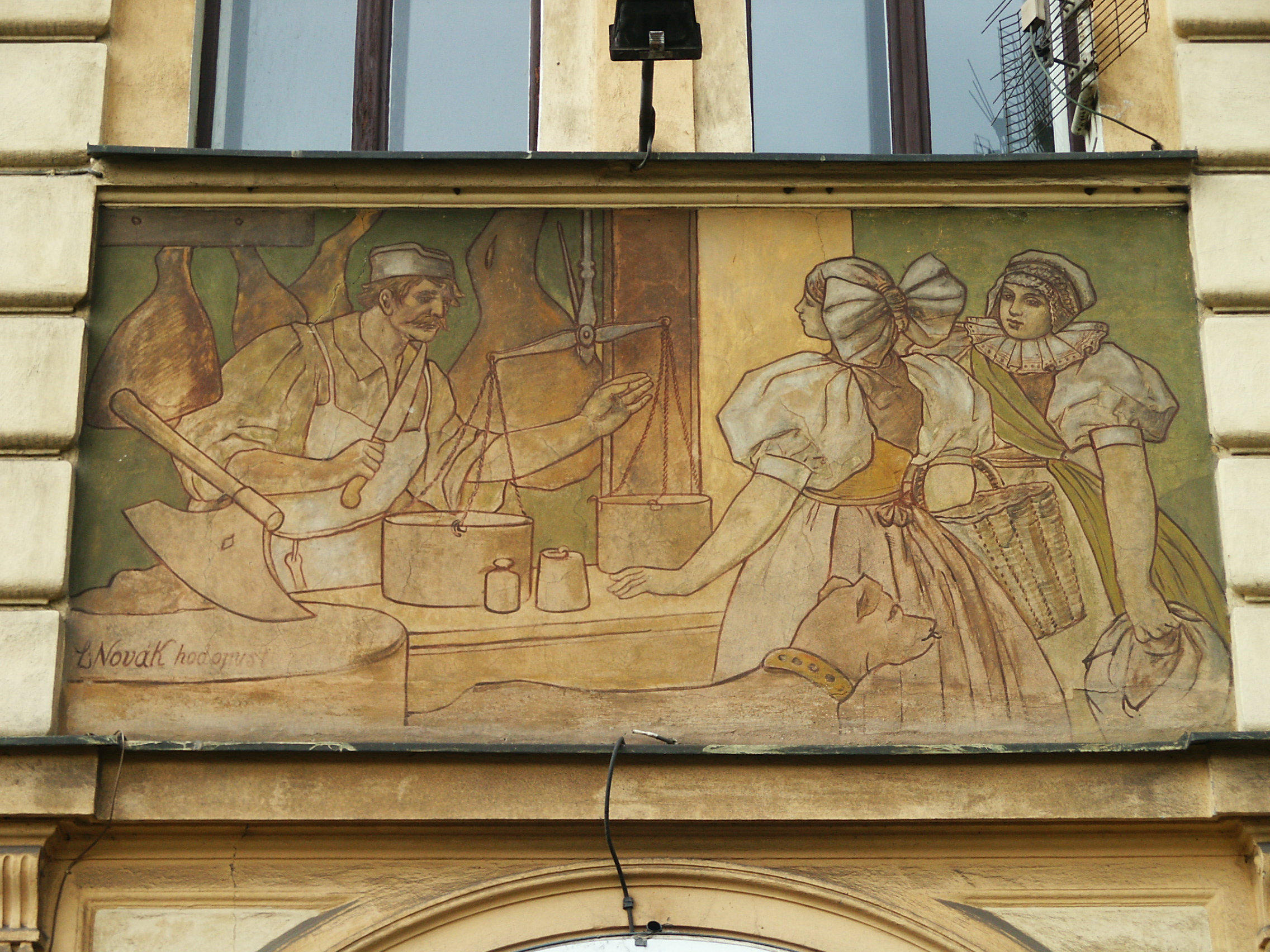
Masný krám

### Historické výjevy na sgrafitech Řeznického domu

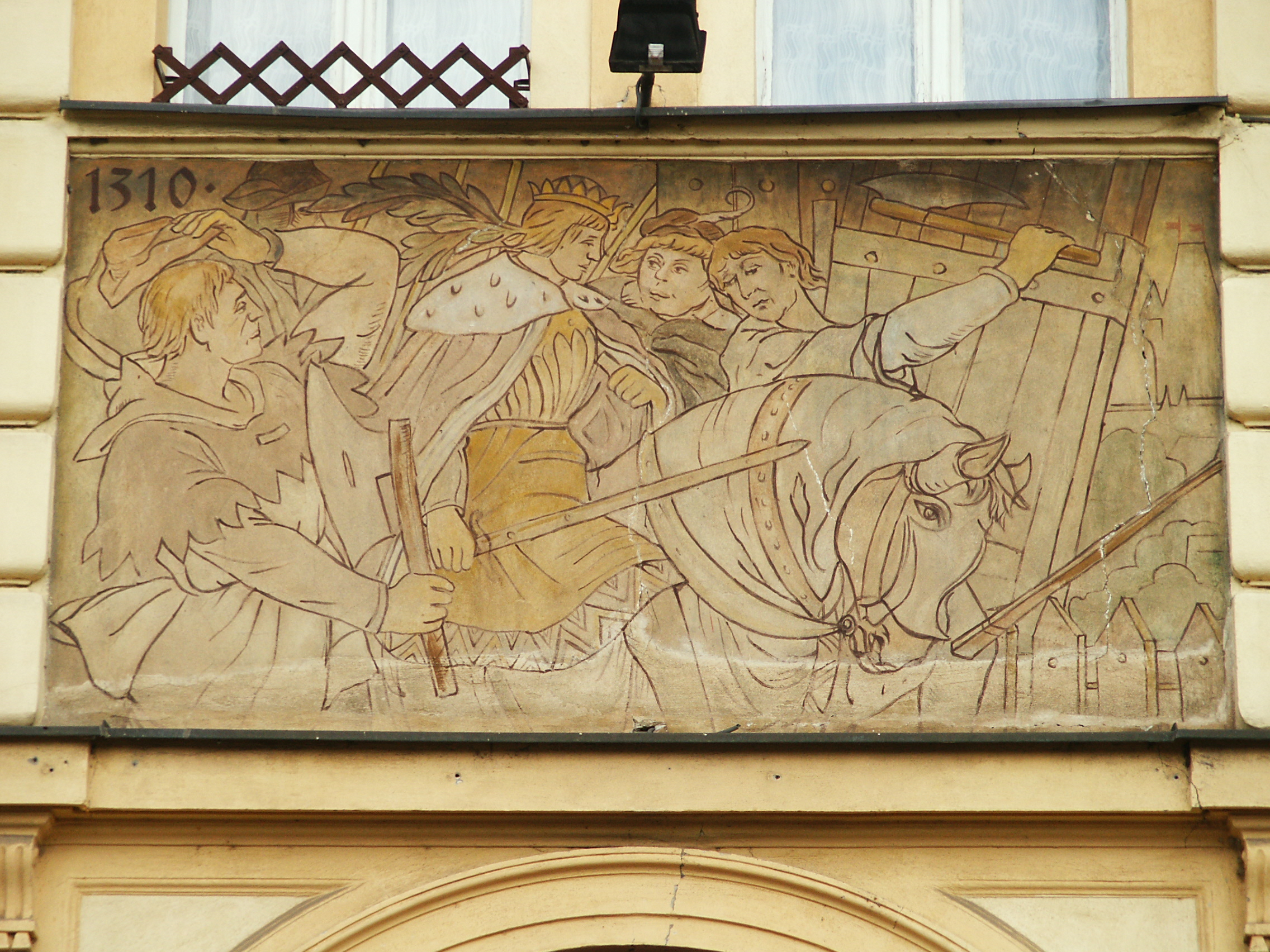
1319 Řezníci rozbíjejí pražskou bránu sekerami
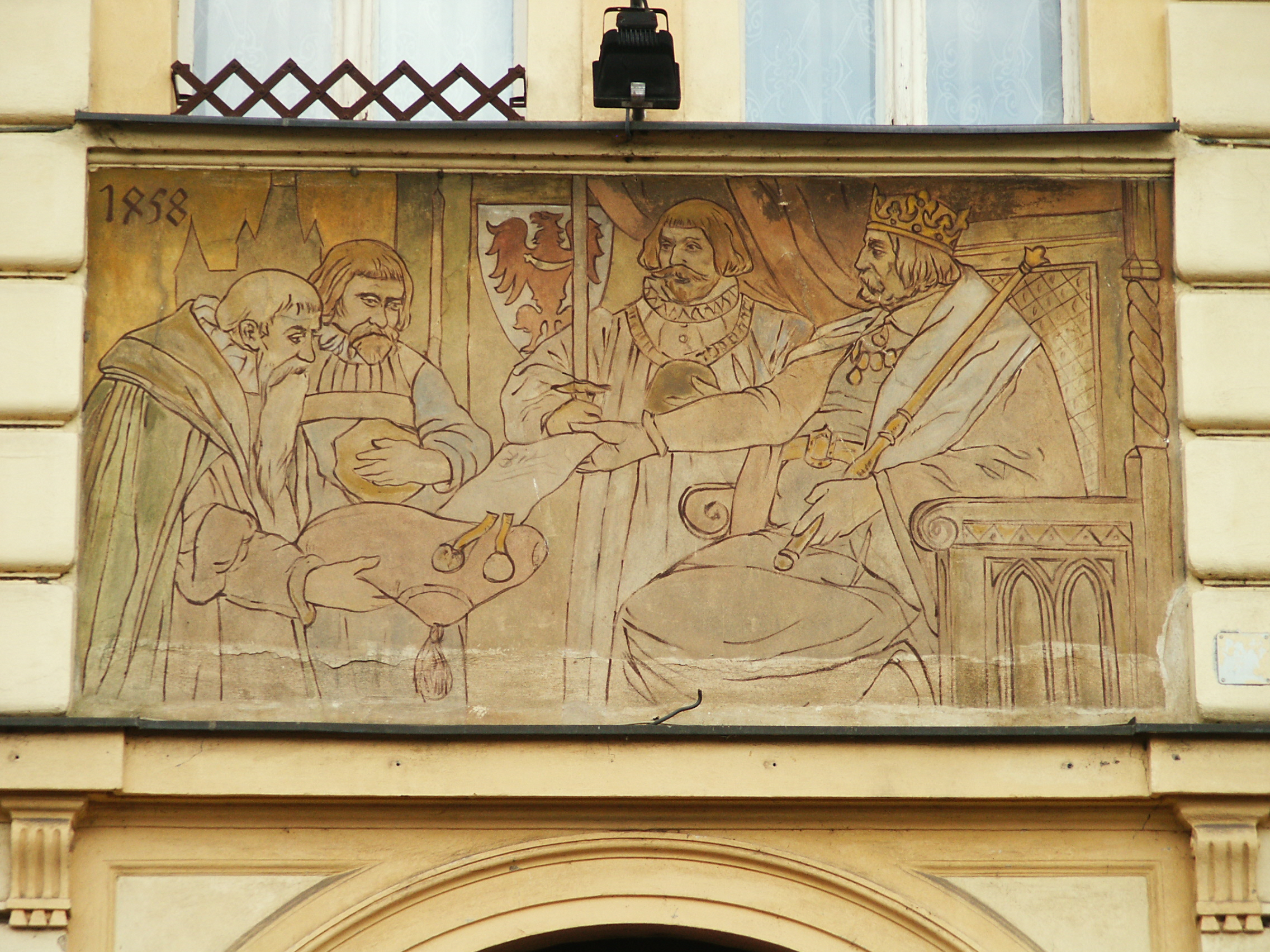
1458 Jiří z Poděbrad uděluje cechu řezníků privilegia
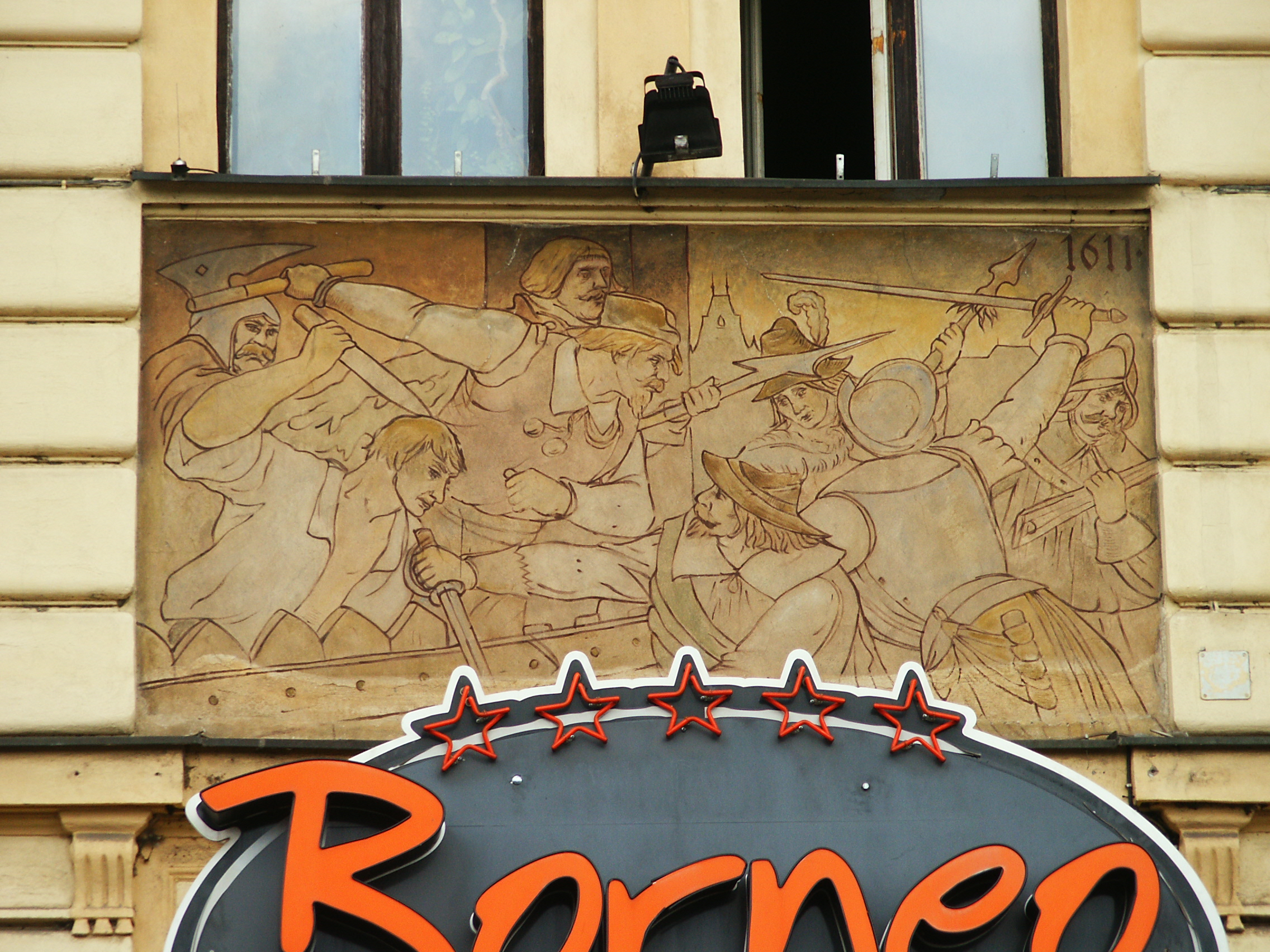
1611 Řezníci bojují s Pasovskými